# Леваш (Тотемский район)
Леваш — деревня в Тотемском районе Вологодской области.
Входит в состав Медведевского сельского поселения, с точки зрения административно-территориального деления — в Нижнепеченьгский сельсовет.
Расположена к юго-востоку от автодороги А123. Расстояние до районного центра Тотьмы по ней — 65 км, до центра муниципального образования посёлка Камчуга по прямой — 31 км. Ближайший населённый пункт — Нижняя Печеньга.
По переписи 2002 года население — 25 человек (10 мужчин, 15 женщин). Всё население — русские.
В деревне родился Герой Советского Союза Иван Ивин.